# Петалкорин, Рэнди
Рэнди Петалкорин (англ. Randy Formentera Petalcorin), (31 декабря 1991 в Давао, Минданао (остров), Филиппины) — филиппинский боксёр-профессионал, выступающий в первой наилегчайшей (Light flyweight) (до 49,0 кг) весовой категории. Регулярный чемпион мира в первом наилегчайшем весе (по версии WBA, 2014—2015.).